# Argemone burkartii
Argemone burkartii là một loài thực vật có hoa trong họ Anh túc. Loài này được Sorarú mô tả khoa học đầu tiên năm 1976.